# 亞歷山大·格奧爾基耶維奇
亞歷山大·格奧爾基耶維奇（俄語：Александр Георгиевич，1881年11月13日—1942年9月26日），洛伊希滕貝格公爵，格奧爾基·馬西米連諾維奇與歐登堡的特蕾莎的獨子。
1917年，亞歷山大與娜傑日達·卡拉里（Nadezhda Caralli）結婚，兩人沒有子女。1942年，亞歷山大於法國薩利德貝阿恩去世。